# برهامية

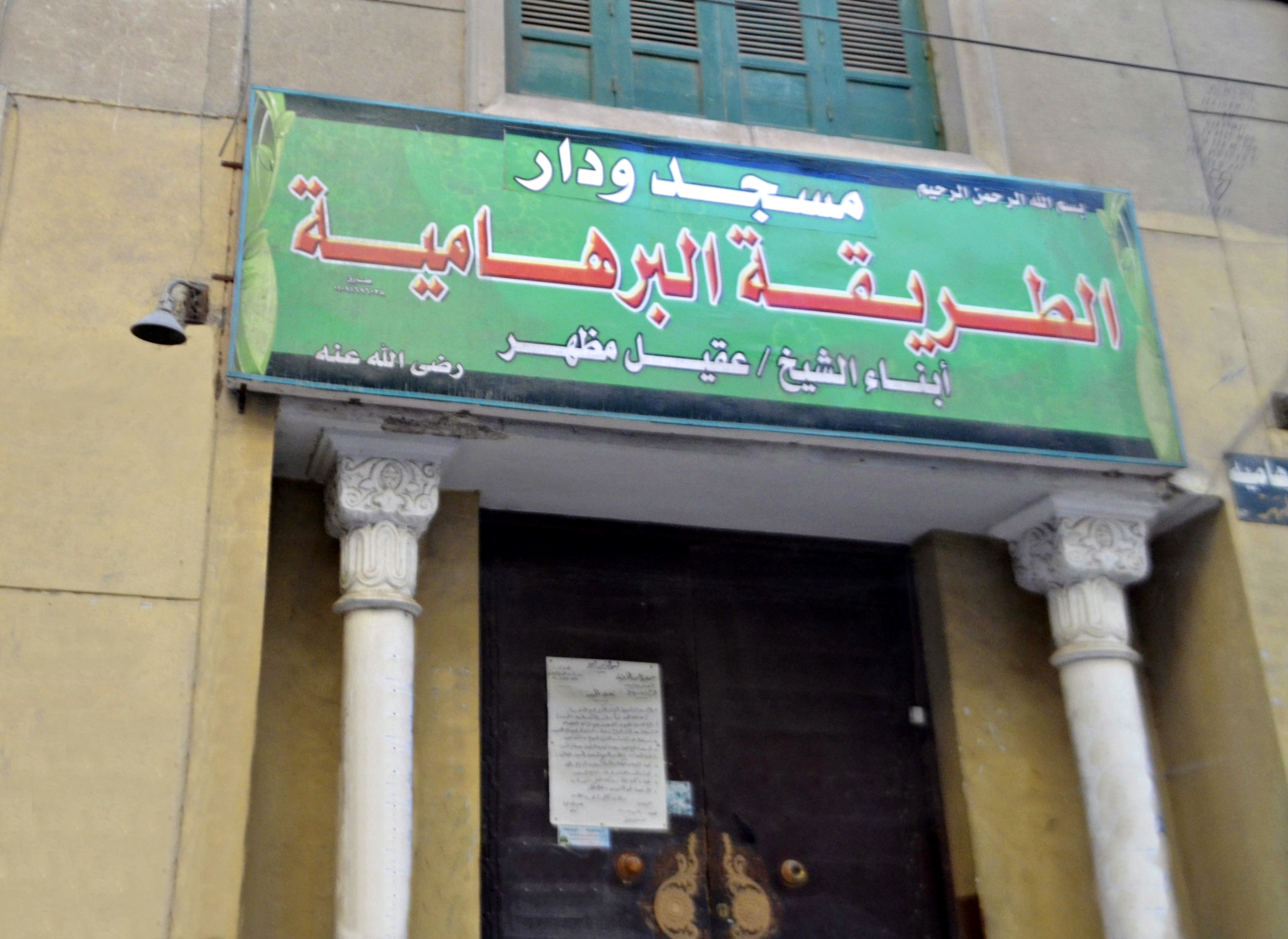
مقر الطريقة البرهامية بحي جنوب بمدينة دسوق.

الطريقة البرهامية، هي طريقة صوفية سُنيّة، متفرعة من الطريقة الدسوقية المنسوبة لمؤسسها إبراهيم الدسوقي، وشيخ الطريقة «أكرم عقيل إسماعيل مظهر» توفي في 4 سبتمبر 2013.

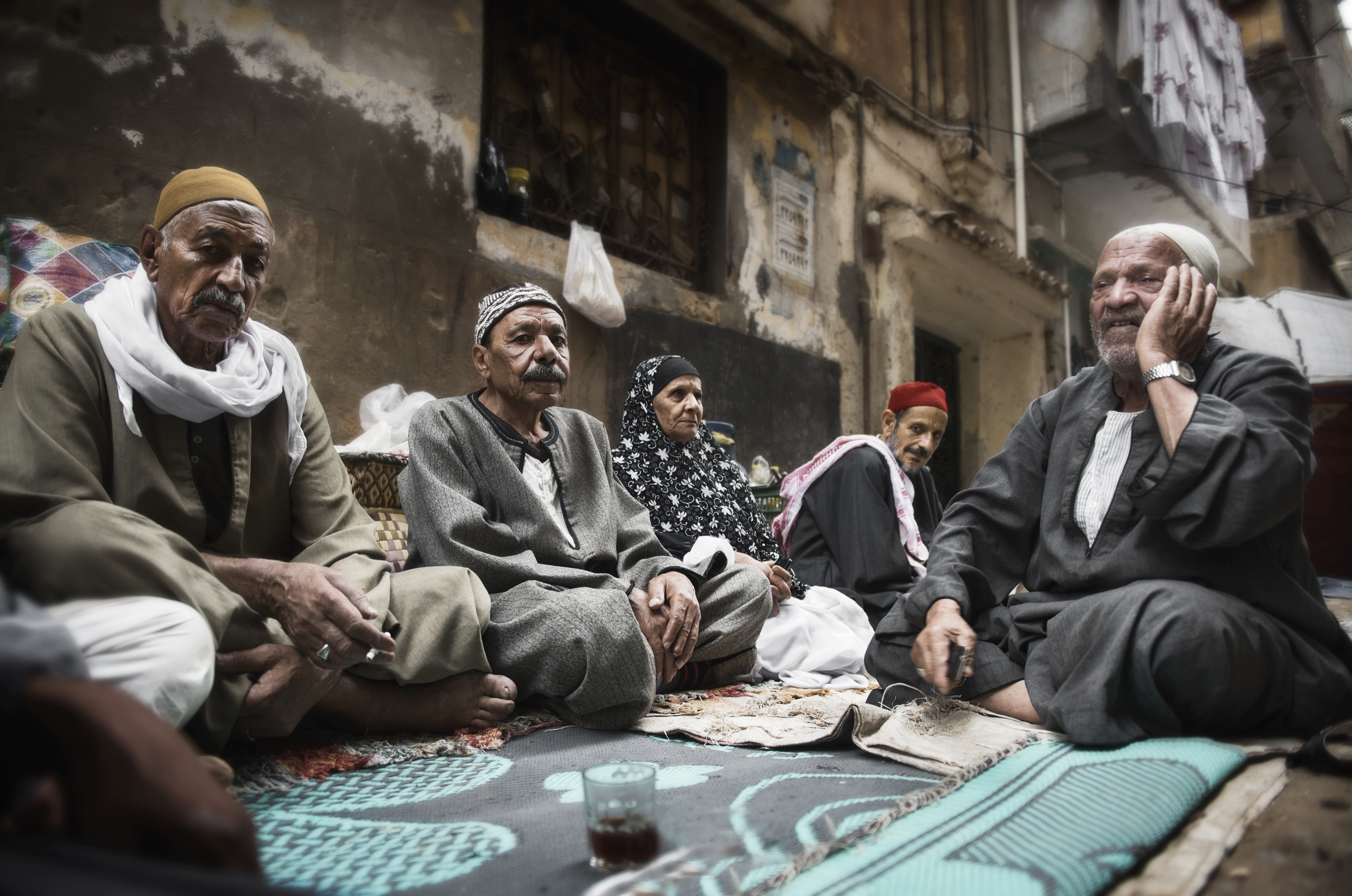
مجموعة من المنضمين للطريقه في مولد سيدي ابراهيم الدسوقي